# Cala Boix
La playa Cala Boix está situada en Santa Eulalia del Río, en la parte oriental de la isla de Ibiza, en la comunidad autónoma de las Islas Baleares, España.
Es una playa rústica muy bien señalizada.